# JCJ Vanderheyden
Jacobus Cornelis Johannes (J.C.J., roepnaam: Jacques) van der Heyden ('s-Hertogenbosch, 23 juni 1928 – aldaar, 27 februari 2012), ook wel JCJ Vanderheyden genoemd, was een Nederlands beeldend kunstenaar, werkzaam als kunstschilder, fotograaf, graficus, collagekunstenaar, beeldhouwer en cineast in een non-figuratieve stijl. JCJ van der Heyden was Ridder in de Orde van de Nederlandse Leeuw.

## Levensloop
Van der Heyden werd geboren in 's-Hertogenbosch. Hij studeerde van 1946 tot 1956 aan de Koninklijke Academie voor Kunst en Vormgeving in 's-Hertogenbosch en aan de Jan van Eyck Academie in Maastricht. In 1956 vestigde hij zich weer in Den Bosch, waar hij zijn artistieke carrière begon als schilder van abstracte werken in een tijd dat de Cobrakunst populair was.
Tussen 1964 en 1975 experimenteerde hij met film, computergraphics, elektroakoestiek en ademhalingsoefeningen en schilderde hij nauwelijks. Hij had toen contact met Leon Adriaans, Richard Menken en andere academiestudenten.
In de jaren 1970 legde Van der Heyden zich verder toe op fotografie, grafische druktechnieken, video en televisie, media, gefascineerd door de eigen reproductie van de werkelijkheid. Hierbij reproduceerde hij zijn eigen en ander werk van bijvoorbeeld Jeroen Bosch, Pieter Breugel of Velázquez. Van een verzameling schilderijen construeerde hij installaties in zijn atelier, die hij vervolgens via fotografie of video opnieuw weergaf.
In de jaren 1980 legt Van der Heyden zich toe op de constructie van afgesloten installaties, waarin hij zijn werken verkleind of gefragmenteerd weergaf. Met het combineren van deze afbeeldingen uit verleden en heden was hij op zoek naar betekenisvolle verbanden dwars door ruimte en tijd.
JCJ Vanderheyden was een veelgevraagd docent; naast zijn werk aan de Rijksacademie van Beeldende Kunsten (vanaf 1987) werd hij vaak als gastdocent gevraagd, bijvoorbeeld in 1971 voor experimenten en videografie. In 1989 ontving hij de David Röell Prijs.
In 2012 overleed hij na een hersenbloeding op 83-jarige leeftijd in Den Bosch. Onder andere het Gemeentemuseum Den Haag en Museum van Bommel van Dam in Venlo bezitten werken van Van der Heyden.

## Werk

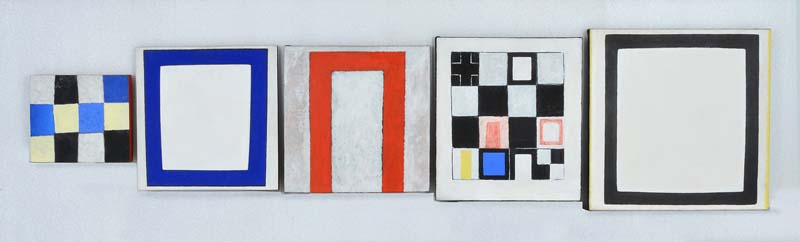
Het 5-delige schilderij 'Blauw Wit Rood', 1967

Een verblijf in het Verre Oosten (1977), reizen naar China (1989) over de Noordpool (1990) en de Himalaya (1979, 1986) inspireerden hem tot werken die de aandacht vestigen op begrenzing en deling, leegte en weerkaatsing. Onder andere vanuit zijn vliegtuigraam bestudeerde hij tijd, licht en ruimte. De zo ontstane series zijn een belangrijk hoofdstuk van zijn omvangrijke oeuvre.
'Van der Heyden onderzoekt het schilderij in zijn grondvorm', stelde Rudi Fuchs (1967) eind jaren 1960, als "een onbepaald, vlak stuk linnen, gespannen op een spieraam dat elke gewenste vorm en elk gewenst formaat kan hebben". Die grondvorm wordt door hem vooral als een strikt optisch vlak-zijn ervaren. Hij beschilderde soms de smalle zijkanten van zijn schilderijen om deze als ruimtelijk object te kunnen ervaren. Ook heeft hij enige tijd de achterkant van zijn schilderijen beschilderd.
Zijn uiteindelijke oeuvre als kunstenaar laat zich volgens Ad de Visser (1998), niet eenvoudig classificeren. Het valt volgens hem te beschouwen als "een neerslag van processen in onze geest, waar voortdurend nieuwe beelden en noties worden opgeslagen en in verband gebracht met eerdere gewaarwordingen, die op hun beurt weer tot leven worden gebracht. Zijn schilderijen, foto's, reproducties en videobeelden geven "een blik in het hoofd van Van der Heyden: het "laboratorium" of "archief" waarin hij op zoek is naar De grote analogie de Dingen."

## Tentoonstellingen
Een selectie van solo-, groeps- en overzichtstentoonstellingen:
- 1971 Sonsbeek 71: Sonsbeek buiten de perken, Arnhem
- 1977 Gemeentemuseum Den Haag
- 1978 Van Abbemuseum, Eindhoven
- 1981 Centraal Museum, Utrecht
- 1982 Documenta VII, Kassel
- 1989 Vleeshal, Middelburg
- 1990 Museum Boijmans Van Beuningen, Rotterdam
- 1998 Gemeentemuseum Den Haag
- 2001 Stedelijk Museum, Amsterdam (catalogus)
- 2002 ICAR Foundation, Parijs
- 2009 Culturgest, Lissabon
- 2011 Museum Boijmans Van Beuningen, Rotterdam tot 29 januari 2012
- 2012 Noord-Brabants Museum ‘s-Hertogenbosch
- 2019 Galerie Boers-Li, New York

## Werk in openbare collecties (selectie)
- Gemeentemuseum Den Haag
- Museum van Bommel van Dam, Venlo
- Noordbrabants Museum, 's-Hertogenbosch
- Rijkscollectie (Rijksdienst voor het Cultureel Erfgoed)
- Rijksmuseum Amsterdam